# 반민족행위특별조사위원회 및 정부요인 암살 음모 사건
《반민족행위특별조사위원회 및 정부요인 암살 음모 사건》은 노덕술. 박흥식, 이종형 등 친일파들이 반민족행위특별조사위원회를 와해시키기 위해 백민태 라는 인물에게 청부하여 정부 요인들을 암살 시도하였으나 백민태가 자수해 미수로 그친 사건이다. 백민태는 일제강점기 당시 독립운동가 출신이었다.
"1948년 10월 하순 수도청 수사과장실에는 수사과장 최난수, 사찰과 부과장 홍택희, 최난수의 전임자였던 노덕술이 모여 반민법 제정을 주도하였던 국회의원들에게 암살 등 테러를 가하기 위하여 전문적인 테러리스트인 백민태를 고용하기로 하였다. 이 음모계획사건의 기소문에 의하면 재정문제는 반민특위에서 제1호로 체포한 박흥식, 언론 분야는 이종형, 경찰 분야는 노덕술이 담당하였다고 한다. 백민태는 중국에서 자라 중국국민당원으로서 지하공작대원이 되어 일본군을 상대로 테러, 파괴활동을 하였다. 귀국 후 여운형의 집에 폭탄을 던졌고 이 사건으로 수도청 수사과장이었던 노덕술과 손이 닿았다. 백민태는 이종형과도 밀접한 사이였다. 1948년 11월 17일 최난수와 홍택희는 백민태를 불러 암살계획을 얘기해주었다. 우선 반민특위 내의 '악질적'인 국회의원 김웅진, 노일환, 김장렬 등 3명을 납치하여 의원사퇴서를 쓰게 하고 살해한 다음, "국회의원 3명이 조국을 배신하고 월북하려는 것을 발견, 즉결 처형했다"고 보고한다는 것이었다. 얼마 후 백민태는 최난수로부터 암살자 15명의 명단을 받았다. 암살대상자는 김병로, 권승렬, 신익희, 김상돈, 김상덕과 특별재판관 서순영, 오택관 홍순옥, 최국현, 특별검찰관 서용길, 서성달, 곽상훈, 청년단체 관계자 유진산과 김두한, 이철승 등이었다. 그러나 비록 테러리스트였지만 중국에서 항일투쟁을 벌였던 백민태는 이 문제로 고민하다가 한민당 소속 조헌영, 김준연 의원 등에게 음모의 내용을 제보했고, 이에 최난수 등이 계획 실행을 다그치자 1949년 1월 8일 거사자금과 권총, 실탄 등을 받아갔으나 끝내는 검찰에 자수하였다. 이 사건으로 최난수, 홍택희, 노덕술 등은 기소되었으나, 6.6반민특위 습격테러 후인 6월 20일의 재판에서 4년 구형을 받은 노덕술은 증거 불충분으로 무죄가 되었고, 최난수, 홍택희 등은 2년 징역형을 받았다."

## 암살 대상 명단
암살 대상 명단은 다음과 같다.
1. 김병로(金炳魯)
2. 권승렬(權承烈)
3. 신익희(申翼熙)
4. 유진산(柳珍山)
5. 서순영(徐淳永)
6. 김상덕(金尙德)
7. 김상돈(金相敦)
8. 이철승(李哲承)
9. 김두한(金斗漢)
10. 서용길(徐容吉)
11. 서성달(徐成達)
12. 오택관(吳澤寬)
13. 최국진(崔國鎭)
14. 홍순옥(洪淳玉)
15. 곽상훈(郭尙勳)

## 같이 보기
- 제1공화국
- 반민족행위처벌법
- 이승만
- 반민족행위특별조사위원회(반민특위)
- 노덕술